# 李尚文 (足球运动员)
李尚文（韓語：리상문，1991年6月20日—），男，朝鲜族，中国足球运动员，现效力中国足球超级联赛球队长春亚泰，司职前锋。

## 俱乐部生涯
2011年，李尚文被提升进入长春亚泰一线队，但在2011赛季和2012赛季均未能得到出场机会。2013年4月27日，他在长春亚泰主场0比0战平江苏舜天的比赛第76分钟替补曹添堡出场，第一次在职业联赛亮相。

## 个人生活
李尚文的双胞胎哥哥李光文也是足球运动员，两人现在一同效力于长春亚泰。